# کبوتر شاهی برازنده
کبوتر شاهی برازنده (نام علمی: Ducula concinna)، که به نام کبوتر شاهی دم‌آبی نیز شناخته می‌شود، یک کبوتر بزرگ است که روتنه آن عمدتاً به رنگ آبی-سبز تیره با درخشش رنگین‌کمانی است. سر، گردن و زیرتنه عمدتاً خاکستری کم‌رنگ، با پوشش‌های زیردم قرمز مایل به قهوه‌ای است.

## پراکندگی و زیستگاه
کبوتر شاهی برازنده در جزایر کوچکی در والاسا و در نزدیکی گینه نو ساکن است. از جزایر تالاود، سانگیه، جزایر سولاوسی جنوبی، جزایر مالوکو جنوبی، و سونداهای کوچک شرقی از رومانگ تا تانیبار، از شرق تا جزایر آرو ثبت شده است. پرندگان سرگردان نیز از بورو و داروین استرالیا ثبت شده است.
کبوتر شاهی برازنده در جنگل‌های اولیه، جنگل‌های ثانویه، لبه جنگل و درختان در مناطق کشت‌شده زندگی می‌کند. بیشتر در مناطق پست زندگی می‌کند، اما گاهی تا ارتفاع ۸۵۰ متر (۲٬۷۹۰ فوت) نیز یافت می‌شود.
در دامار، آشیانه‌سازی در ماه اوت دیده شد، زمانی که دو آشیانه در ارتفاع ۲۵–۳۰ متر (۸۲–۹۸ فوت) در جنگل‌های همیشه‌سبز اولیه پیدا شد.